# Australian Dictionary of Biography
Australian Dictionary of Biography (ADB ali AuDB) je podjetje, ki ga je ustanovila in vzdržuje Avstralska narodna univerza (ANU) za izdelavo avtoritativnih biografskih člankov o uglednih ljudeh v avstralski zgodovini. Slovar je bil sprva objavljen v seriji dvanajstih zvezkov na papirju med letoma 1966 in 2005, od leta 2006 pa je na spletu.

## Tiskani zvezki
Do danes je ADB izdal osemnajst tiskanih zvezkov biografskih člankov o pomembnih in reprezentativnih osebnostih v avstralski zgodovini, ki jih je objavil Melbourne University Press. Poleg objav teh del ADB nudi svoje primarno raziskovalno gradivo na voljo akademski skupnosti in javnosti.
| Zvezek   | Leta objave | Zajete teme                                    |
| -------- | ----------- | ---------------------------------------------- |
| 1 in 2   | 1966–67     | Avstralci, ki so živeli v obdobju 1788–1850    |
| 3 do 6   | 1969–76     | Avstralci, ki so živeli v obdobju 1851–1890    |
| 7 do 12  | 1979–90     | Avstralci, ki so živeli v obdobju 1891–1939    |
| 13 do 16 | 1993–2002   | Avstralci, ki so živeli v obdobju 1940–1980    |
| 17 in 18 | 2007–2012   | Avstralci, ki so umrli med letoma 1981 in 1990 |
| Dodatek  | 2005        | Avstralci, ki niso zajeti v prejšnjih zvezkih  |
| Kazalo   | 1991        | Kazalo za zvezke od 1 do 12                    |

## Spletna izdaja
6. julija 2006 je Michael Jeffery, generalni guverner Avstralije, ustanovil Australian Dictionary of Biography Online in decembra 2006 prejel državno nagrado za kulturo Manning Clark. Spletna stran je plod sodelovanja ADB in Australian Science and Technology Heritage Centre Univerze v Melbournu (Austehc).